# USS Houston (CL-81)
USS Houston (CL-81) là một tàu tuần dương hạng nhẹ thuộc lớp Cleveland của Hải quân Hoa Kỳ được hoàn tất vào giai đoạn cuối Chiến tranh Thế giới thứ hai. Tên của nó được đặt theo thành phố Houston thuộc tiểu bang Houston, Texas, nhưng cũng nhằm vinh danh tàu tuần dương hạng nặng Houston (CA-30) bị đánh chìm tại Viễn Đông vào đầu chiến tranh. Houston đã phục vụ tích cực tại Mặt trận Thái Bình Dương từ khi đưa vào hoạt động cho đến khi bị đánh hỏng nặng vào tháng 10 năm 1944; việc sửa chữa nó chỉ hoàn tất sau khi chiến tranh đã kết thúc. Con tàu được cho xuất biên chế không lâu sau đó và bị tháo dỡ vào năm 1959. Houston được tặng tưởng ba Ngôi sao chiến trận cho thành tích hoạt động trong Thế Chiến II.

## Thiết kế và chế tạo

### Thiết kế
Lớp Cleveland được thiết kế nhằm mục đích gia tăng tầm xa hoạt động, tăng cường hỏa lực phòng không và sự bảo vệ chống ngư lôi so với các tàu tuần dương Hoa Kỳ trước đây. Cho dù kém hơn ba nòng pháo 6-inch so với những chiếc lớp Brooklyn dẫn trước, hệ thống kiểm soát hỏa lực mới và tiên tiến hơn giúp cho lớp Cleveland có được ưu thế về hỏa lực trong chiến đấu thực tế. Tuy nhiên việc tăng cường thêm dàn hỏa lực phòng không hạng nhẹ cho đến cuối Thế Chiến II khiến các con tàu bị nặng đầu đáng kể.

### Chế tạo
Nguyên ban đầu được đặt tên là Vicksburg, nó được đổi tên thành Houston vào ngày 12 tháng 10 năm 1942 nhằm tưởng niệm tàu tuần dương hạng nặng Houston (CA-30), vốn đã bị đánh chìm trong trận chiến eo biển Sunda tại Java, Đông Ấn thuộc Hà Lan vào ngày 1 tháng 3 năm 1942. Nó được hạ thủy tại xưởng tàu của hãng Newport News Shipbuilding & Dry Dock Company tại Newport News, Virginia vào ngày 19 tháng 6 năm 1943, được đỡ đầu bởi Bà C. B. Hamill, và được cho nhập biên chế vào ngày 20 tháng 12 năm 1943 dưới quyền chỉ huy của hạm trưởng, Đại tá Hải quân William W. Behrens.

## Lịch sử hoạt động

### Thế Chiến II
Houston khởi hành từ Norfolk, Virginia vào ngày 1 tháng 2 năm 1944 cho chuyến đi chạy thử máy tại vùng biển Caribbe, và sau một giai đoạn huấn luyện ngoài khơi Boston, nó lên đường đi sang Thái Bình Dương vào ngày 16 tháng 4. Houston đi ngang qua kênh đào Panama và San Diego, California, đến Trân Châu Cảng vào ngày 6 tháng 5; và sau những hoạt động huấn luyện khác đã đi đến đảo san hô Majuro vào ngày 31 tháng 5 để gia nhập lực lượng đặc nhiệm tàu sân bay nhanh dưới quyền Phó đô đốc Marc Mitscher.
Tham gia vào Chiến dịch quần đảo Mariana và Palau, Houston lên đường vào ngày 5 tháng 6 năm 1944 hộ tống cho các đơn vị tàu sân bay khi chúng tung ra các đợt không kích xuống quần đảo Mariana trong các ngày 12–13 tháng 6 và xuống quần đảo Bonin trong các ngày 15–16 tháng 6. Khi lực lượng của Đô đốc Richmond K. Turner đổ bộ lên Saipan vào ngày 15 tháng 6, Hạm đội Liên hợp Nhật Bản chuẩn bị tiếp cận hòn đảo này cho một "trận hải chiến quyết định". Hai hạm đội khổng lồ đụng độ nhau vào ngày 19 tháng 6, đưa đến cuộc đối đầu lớn nhất giữa hai lực lượng tàu sân bay của cuộc chiến tranh. Bốn đợt không kích quy mô lớn đã được phía Nhật Bản tung ra nhắm vào hạm đội Mỹ; nhưng chúng bị máy bay tiêm kích tuần tra chiến đấu, có sự trợ giúp của hỏa lực phòng không từ các tàu hộ tống, trong đó có Houston, ngăn chặn.
Trong giai đoạn đầu của Trận chiến biển Philippine, vốn được đặt biệt danh "Cuộc săn vịt trời Marianas vĩ đại", lực lượng không quân của Hải quân Nhật Bản chịu một tổn thất nặng nề đến mức không bao giờ phục hồi lại được, và công cuộc chiếm đóng quần đảo Mariana được đảm bảo. Sau khi các cuộc không kích đã đánh chìm tàu sân bay Nhật Bản Hijo và hai tàu sân bay hạm đội khác bị tàu ngầm đánh chìm, trận chiến kết thúc khi lực lượng đặc nhiệm Hoa Kỳ quay trở lại bảo vệ cho các cuộc đổ bộ tại khu vực quần đảo Mariana. Houston tiếp tục hộ tống cho các đợt tấn công của tàu sân bay, và vào ngày 26 tháng 6 trực tiếp tham gia bắn phá bờ biển tại Guam và đảo Rota, phá hủy một trạm radar, một đường băng và khoảng 10 máy bay đậu trên mặt đất. Sau đó nó quay về Eniwetok vào ngày 12 tháng 8 để chuẩn bị cho chiến dịch tiếp theo.
Được phân về Đội đặc nhiệm 38.2 mới được thành lập dưới quyền chỉ huy của Chuẩn đô đốc Gerald F. Bogan, Houston lên đường vào ngày 30 tháng 8 để tiến hành không kích Palau vào ngày 6 tháng 9. Sau đó nó cùng một nhóm tàu khu trục bắn phá Peleliu và các hòn đảo khác nhằm chuẩn bị cho các cuộc đổ bộ tiếp theo của lực lượng Thủy quân Lục chiến và Lục quân Hoa Kỳ. Đội đặc nhiệm tàu sân bay sau đó chuyển hướng đến Philippines cho các đợt không kích nhắm vào các sân bay và tàu bè đối phương, rồi quay trở lại Peleliu hỗ trợ lực lượng trên bờ từ ngày 17 đến ngày 19 tháng 9. Quay trở lại Ulithi vào ngày 1 tháng 10 năm 1944, Houston lại lên đường năm ngày sau đó cho một chiến dịch quan trọng hướng vào khu vực Tây Thái Bình Dương, với các cuộc không kích chuẩn bị xuống Okinawa vào ngày 10 tháng 10. Hai ngày sau, lực lượng đặc nhiệm tiến đến mục tiêu chính là Đài Loan.
Trong các cuộc không chiến bên trên Đài Loan, không lực của Hải quân Mỹ đã nỗ lực tiêu diệt các căn cứ không quân đối phương trên đảo chuẩn bị cho các trận chiến sắp đến. Lực lượng Nhật Bản đánh trả bằng các cuộc không kích dữ dội và liên tục xuất phát từ các căn cứ trên bờ. Houston đã bắn rơi khoảng bốn máy bay đối phương trong một đợt tấn công vào ngày 12 tháng 10, và giúp vào việc đánh trả một đợt tấn công khác vào ngày hôm sau, khi chiếc tàu tuần dương hạng nặng Canberra bị một quả ngư lôi phóng từ máy bay đánh trúng. Tiếp nhận vị trí tác chiến của Canberra vào ngày 14 tháng 10, Houston cùng các con tàu khác chịu đựng một đợt không kích nặng nề khác. Xạ thủ phòng không của nó đã bắn rơi ba máy bay ném bom-ngư lôi tấn công, nhưng ngư lôi của một chiếc thứ tư đã đánh trúng phòng động cơ của nó, làm mất động lực. Đại tá Behrens phải yêu cầu hỗ trợ kéo, và nó được tàu tuần dương hạng nặng Boston kéo rút lui.

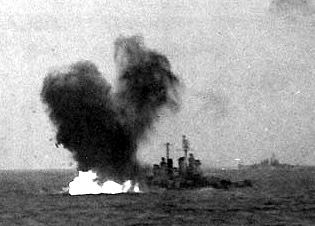
Quả ngư lôi thứ hai đánh trúng Houston.

Đến nữa đêm, cả Canberra và Houston được kéo về Ulithi để sửa chữa. Pawnee, một tàu kéo hạm đội, tiếp nhận nhiệm vụ kéo vào ngày 16 tháng 10. Trưa hôm đó, một máy bay ném ngư lôi Parthian xuất phát từ Đài Loan tìm cách đánh chìm con tàu, và đã phóng trúng thêm một quả ngư lôi trực tiếp vào đuôi con tàu từ phía sau. Cú đánh trúng làm ngập nước hầm chứa thủy phi cơ trinh sát của Houston. Cho di tản mọi thủy thủ dư thừa sang các con tàu hộ tống, Đại tá Behrens cùng sĩ quan kiểm soát hư hỏng tiếp tục chỉ huy các đội kiểm soát hư hỏng hoạt động, và họ đã có thể giữ cho Houston tiếp tục nổi được và di chuyển chậm chạp đến Ulithi. Nhận được tin tức phía Nhật Bản tin rằng "Đội tàu Hư hại 1", như chúng được gọi, là thành phần còn lại của Lực lượng Đặc nhiệm 38, Đô đốc William F. Halsey hy vọng đánh lừa phía Nhật vào một cuộc tấn công vào hai chiếc tàu tuần dương vốn đã bị đánh hỏng.
Một phần hạm đội Nhật Bản đã khởi hành từ các đảo chính quốc để truy đuổi, nhưng sau một đợt không kích, chỉ huy của chúng rõ ràng nhận thức được tình hình, nên đã quay trở về cảng. Houston và Canberra nhanh chóng rời khỏi tầm hoạt động của lực lượng không quân Nhật đặt căn cứ trên bờ, và chúng đi đến Ulithi vào ngày 27 tháng 10. Sau khi được sửa chữa tạm thời, Houston di chuyển đến đảo Manus, đến nơi vào ngày 20 tháng 12, nơi nó vào một ụ tàu nổi để được sửa chữa. Sau đó nó lại lên đường đi Trân Châu Cảng rồi tiếp tục đi đến Xưởng hải quân New York; đã không có đủ cơ sở sửa chữa tại vùng bờ Tây kịp đáp ứng cho một số lượng lớn các con tàu bị hư hại hay cần được đại tu. Nó đi đến New York vào ngày 24 tháng 3 năm 1945.

### Sau chiến tranh
Sau khi hoàn tất việc sửa chữa, Houston di chuyển ra khỏi cảng New York vào ngày 11 tháng 10 năm 1945. Sau một đợt huấn luyện ôn tập tại vùng biển Caribbe, nó tham gia các cuộc thực tập huấn luyện tại Newport, Rhode Island. Nó khởi hành vào ngày 16 tháng 4 năm 1946 cho một chuyến đi viếng thăm thiện chí đến các cảng Châu Âu và Châu Phi, viếng thăm các cảng tại Scandinavia, Đồ Đào Nha, Ý và Ai Cập. Houston quay trở lại Hoa Kỳ vào ngày 14 tháng 12 năm 1946, tham gia hoạt động huấn luyện và sẵn sàng tác chiến cho đến ngày 17 tháng 5 năm 1947, khi nó di chuyển cùng với Đội tàu tuần dương 12 cho một chuyến đi sang Địa Trung Hải.
Quay trở về Philadelphia vào ngày 16 tháng 8 năm 1947, Houston được cho xuất biên chế vào ngày 15 tháng 12 năm 1947 và được đưa về lực lượng dự bị trong hơn một thập niên. Cuối cùng nó được rút khỏi danh sách Đăng bạ Hải quân vào ngày 1 tháng 3 năm 1959 và bị tháo dỡ sau đó.

## Phần thưởng
Houston được tặng tưởng ba Ngôi sao chiến trận cho thành tích hoạt động trong Thế Chiến II.
|  |                                         |  |
|  | Bronze star · Bronze star · Bronze star |  |
|  |                                         |  |

| Dãi băng Hoạt động Tác chiến            |                                                                         |                                      |
| Huân chương Chiến dịch Hoa Kỳ           | Huân chương Chiến dịch Châu Á-Thái Bình Dương với 3 Ngôi sao Chiến trận | Huân chương Chiến thắng Thế Chiến II |
| Huân chương Phục vụ Chiếm đóng Hải quân | Đơn vị Tuyên dương Tổng thống Philippine                                | Huân chương Giải phóng Philippine    |